# かっぽれ

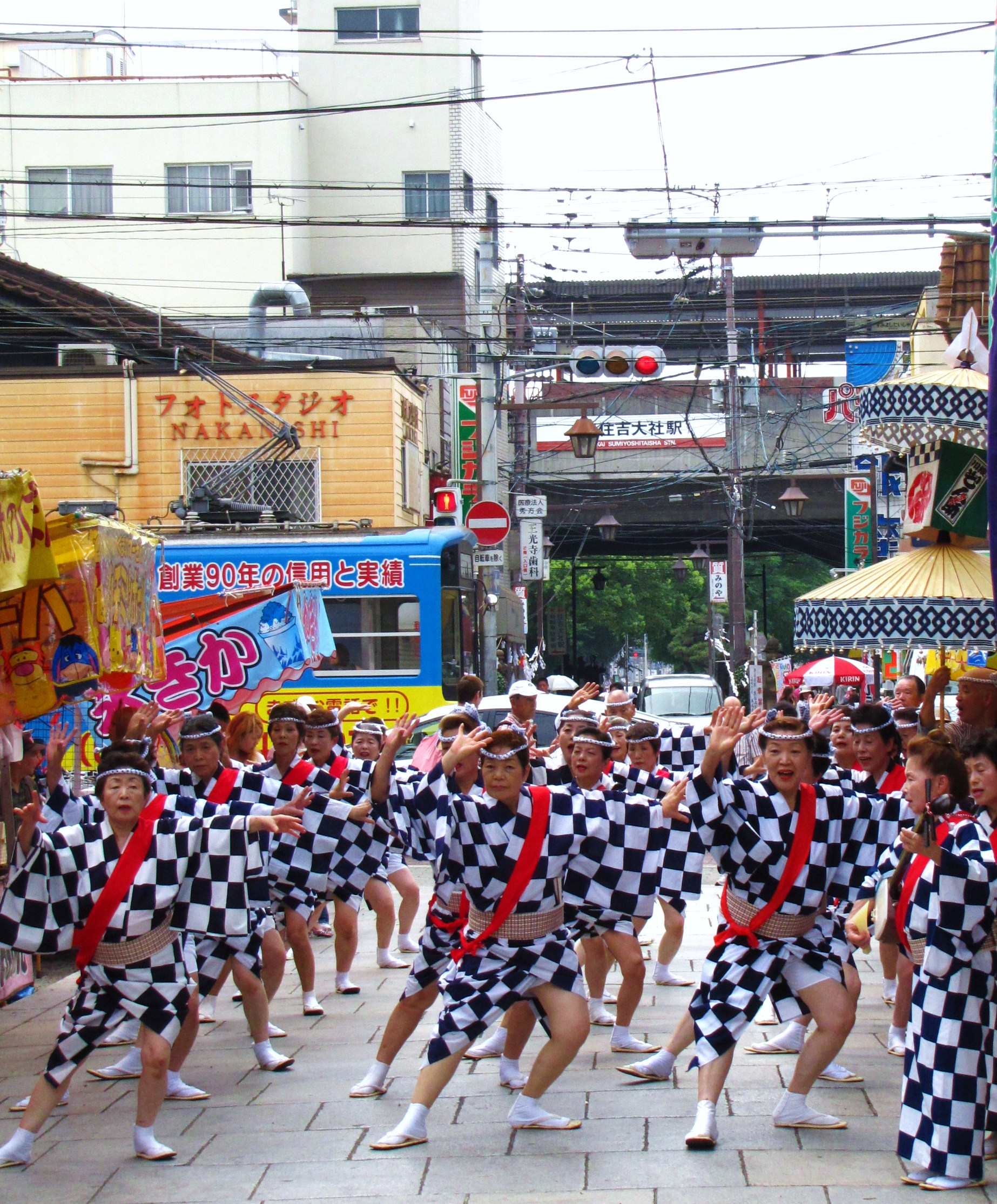

かっぽれは、俗謡、俗曲にあわせておどる滑稽な踊り。漢字表記は「活惚れ」。

## 概要
江戸時代、住吉大社の住吉踊りから変じたものであるとされる（諸説ある）。白木綿の衣に丸ぐけの帯、墨染めの腰衣という姿の複数人が、長柄の二蓋笠（にがいがさ）を取り巻いて踊り、その間に掛け合い噺を行う芸能である。
明治時代に入ると、願人坊主の豊年斎梅坊主がかっぽれの名人として好評を博す。豊年斎の人気は、黒田清隆や西園寺公望の屋敷に呼ばれるほどだった。歌舞伎では、豊年斎から指導を受けた9代目市川団十郎が「春霞空住吉」（1982年初演）でかっぽれを披露した。
やがて、かっぽれは大道芸から座敷芸へと変化を見せ、芸妓や幇間なども踊るようになった。
日本でのレコードの創成期には芸妓、幇間、梅坊主、軍楽隊により盛んに吹込みがされたが、のち寄席芸としては廃れ、落語家が時折余興として披露するのみになる。昭和中期にカルチャーセンターで講座を開講すると、主婦層に人気となった。その結果、「江戸かっぽれ」と銘打つ家元制度が確立され、伝統的な芸能として全国的に普及した。落語では、古今亭志ん朝が寄席で江戸住吉踊り（かっぽれ）を踊るなど、余興として定着している。
なお、住吉踊り#大道芸の住吉踊りも参照のこと。

## エピソード
- 九代目團十郎が豊年斎梅坊主を訪ねてかっぽれ踊りの指導を乞うた際、梅坊主は「（元が大道芸だから）座敷で踊るものではございません、庭に出ましょう」と応じ、屋外で踊りを教えたという[3]。
- 1912年の明治天皇崩御に際し、フランスは「日本国歌」を演奏して弔意を表したが、何の手違いか「君が代」でなく「かっぽれ」が演奏された[4]。また、1934年の東郷平八郎の国葬（6月5日）の際には、アメリカ・NBCがウィリアム・スタンドレイ（英語版）海軍作戦部長による追悼メッセージの時間調整に、日本の曲として「かっぽれ」が放送され、NBCの放送を止めることなく中継した東京中央放送局（JOAK）に海軍当局が抗議する事態となった[5][6][7]。